# Монсо-ле-Лё
Монсо-ле-Лё (фр. Monceau-lès-Leups) — коммуна во Франции, находится в регионе Пикардия. Департамент коммуны — Эна. Входит в состав кантона Тернье. Округ коммуны — Лан.
Код INSEE коммуны — 02492.

## Население
Население коммуны на 2010 год составляло 473 человека.
| 1962 | 1968 | 1975 | 1982 | 1990 | 1999 | 2010 |
| ---- | ---- | ---- | ---- | ---- | ---- | ---- |
| 530  | 444  | 412  | 389  | 367  | 426  | 473  |

## Экономика
В 2010 году среди 319 человек трудоспособного возраста (15—64 лет) 228 были экономически активными, 91 — неактивными (показатель активности — 71,5 %, в 1999 году было 67,0 %). Из 228 активных жителей работали 203 человека (111 мужчин и 92 женщины), безработных было 25 (16 мужчин и 9 женщин). Среди 91 неактивных 29 человек были учениками или студентами, 29 — пенсионерами, 33 были неактивными по другим причинам.